# Amaya Valdemoro
Amaya Valdemoro, née le 18 août 1976 à Alcobendas (Communauté de Madrid), est une joueuse internationale espagnole de basket-ball, ayant évolué au poste d'ailière, en équipe nationale d'Espagne dont elle a été la capitaine, ainsi que dans divers clubs en Europe, aux États-Unis et au Brésil, entre 1992 et 2013.
En 21 ans de carrière, elle a gagné 21 titres en Espagne, 4 en Russie, 3 aux États-Unis, 2 en mondial de clubs, 1 en Euroligue ainsi que 6 avec la sélection nationale. En 2015, elle détient le record du nombre de matchs joués en équipe nationale d'Espagne, féminine comme masculine, avec 258 rencontres internationales.
En 2013, la FIBA la reconnait comme "une des véritables stars du basket féminin de ces 15 dernières années. L'ailière est une légende du basket-ball espagnol et la joueuse la plus décorée et célèbre de sa génération." À la fin de sa carrière, elle est aussi reconnue par la presse et la communauté sportive espagnoles comme une des plus grandes sportives de son pays.
Malgré sa retraite en tant que joueuse, Amaya Valdemoro n'a cependant pas quitté le monde du basket. Elle travaille pour la Fédération Espagnole de Basket (FEB), est commentatrice pour la chaîne Canal+ et organise depuis plusieurs étés un camp basket à son nom à Águilas (Murcia).

## Carrière en club
- 1992-1994 :  Dorna Godella
- 1994-1996 :  Halcon Viajes / Perfumerias Avenida Salamanque
- 1996-1998 : Pool Getafe
- 1998-2002 :  Comets de Houston
- 1998-2001 :  Halcon Viajes / Perfumerias Avenida Salamanque
- 2001-2005 :  Ros Casares Valence
- 2004 :  ADCF Unimed Americana
- 2005-2008 :  CSKA Samara / CSKA Moscou
- 2008-2010 :  Ros Casares Valence
- 2010-2012 :  Rivas Ecópolis
- 2012-2012 :  Tarsus Belediyesi
- 2013-2013:  Real Canoe

### Un apprentissage précoce à haut niveau (1990 à 1995)
Enfant, Amaya Valdemoro pratique surtout l’athlétisme et rêve d'abord de médaille olympique au 1500 mètres. À l'âge de 14 ans, elle donne finalement sa préférence au basket-ball et rejoint l'équipe de la Universidad Pontificia de Salamanca qui lui permet ainsi d'accéder à la Ligue féminine 2 tout en continuant sa scolarité dans de bonnes conditions. Le club réalise une très belle saison et se qualifie pour intégrer la division d'honneur. Amaya Valdemoro est alors la plus jeune joueuse des phases finales. Malgré de bons résultats individuels, la direction du club revoit à la baisse son contrat et son rôle au sein de l'équipe, ce qui la pousse à se tourner vers un autre club pour continuer son apprentissage précoce parmi les meilleures joueuses.
À l'été 1992, âgée de 16 ans, Amaya Valdemoro convainc le Dorna Godella, un des meilleurs clubs espagnols et européens, de l'intégrer pour la pré-saison. Ses premiers matchs avec l'équipe valencienne se déroulent au Brésil dans le cadre du Championnat mondial des clubs que le Dorna Godella remporte. Pour les deux premières saisons d'Amaya Valdemoro en Ligue féminine, son club remporte à chaque fois le championnat d'Espagne ainsi que la Coupe de la Reine en 1994. L'équipe gagne aussi la Coupe d'Europe des clubs champions (ancêtre de l'Euroligue) en 1993 et est vice-champion l'année suivante. Au niveau européen, les statistiques d'Amaya Valdemoro grimpent vite, passant de 1,3 point et 0,3 rebond pour 3,7 minutes de jeu en 1993 (sans jouer les phases finales) à 5,5 points et 2,8 rebonds pour 21 minutes en 1994.
Cependant, le rythme intense du Dorna Godella, qui conjugue championnats national et européen, lui permet difficilement de concilier les entraînements et les livres. Après l'obtention du diplôme du baccalauréat (BUP), Amaya Valdemoro souhaite pourtant continuer ses études pour valider le Cours d'Orientation Universitaire (COU) permettant l'accès à l'université. En 1994, elle décide donc de revenir dans son précédent club de Salamanque, devenu C. B. Halcón Viajes.
Au niveau personnel, l'année 1995 est particulièrement douloureuse pour Amaya Valdemoro qui perd sa mère des suites d'un cancer fulgurant. Ses derniers mots avant de mourir constitueront un leitmotiv fort pour sa carrière : « Chaque fois que tu mettras un panier, souviens-toi de moi. »

### Débuts comme titulaire en Ligue féminine d'Espagne (1996 à 2005)
Le club de Salamanque est vice-champion de la ligue en 1996. La même année, pour sa première participation à la Coupe européenne Ronchetti, l'équipe atteint les quarts de finale. Amaya Valdemoro apporte 17,2 points, 4,1 rebonds et 2,9 passes pour 34,9 minutes de jeu.
En 1996, elle signe avec le Pool Getafe (région de Madrid) mais entame une saison très pénible, ayant des rapports difficiles avec une autre joueuse, Blanca Ares. Se sentant souvent « méprisée et insultée » par sa coéquipière, elle considère cette expérience comme « un calvaire, une première année très dure ». Malgré cette mauvaise ambiance de travail, le club remporte la ligue et la Coupe de la Reine deux années consécutives. En 1998, le club atteint la finale de l'Euroligue, mais perd face à Bourges. Cette année-là, les statistiques d'Amaya Valdemoro en Euroligue sont de 13,1 points, 4 rebonds et 2,8 passes.
Pourtant proclamée "Capitale du basket féminin espagnol" par le journal El Pais, le Pool Getafe est contraint de dissoudre l'équipe par manque de sponsors et de subventions publiques. Amaya Valdemoro décide alors de revenir à C. B. Halcón Viajes. Ses trois saisons à Salamanque resteront cependant sans titre, malgré des statistiques individuelles de 22 points, 5,6 rebonds et 2,6 passes par match.
Son retour à Valence (le Dorna Godella étant devenu le Ros Casares en 1996) lui permet de renouer avec les médailles : championne d'Espagne (2002 et 2004), Coupe de la Reine (2002, 2003, 2004) et Supercoupe (2003 et 2004). Sur les 4 saisons régulières, elle apporte en moyenne 15,4 points, 5,4 rebonds et 2,4 passes. En play-offs, elle compte 16,8 points et 6,8 rebonds en moyenne.

### Carrière en WNBA (1998 à 2002)
En parallèle de la Ligue espagnole, Amaya Valdemoro évolue aussi cinq saisons dans le championnat américain. Choisie à la 30e place de la Draft WNBA 1998 par les Comets de Houston, elle est une des premières Espagnoles à jouer aux États-Unis.
Au total, elle remporte trois titres de championne WNBA, en 1998, 1999 et 2000. En 2001 et 2002, l'équipe ne dépasse pas en revanche les demi-finales de conférence. Lors de ses trois premières saisons, Amaya Valdemoro joue 55 matchs et apporte 127 points, 44 rebonds et 29 passes (soit 2,3 points, 0,8 rebond et 0,5 passe en moyenne par match). Son temps de jeu reste plutôt limité, avec en moyenne 5,9 minutes par match. « C'était les premières années de la WNBA. Ils poursuivaient une politique visant à favoriser les joueuses américaines, et donc nous les Européennes ne disposions pas tellement de minutes. » commente-t-elle en 2009. Cependant, elle porte un regard très positif sur cette période aux côtés de joueuses comme Tina Thompson, Cynthia Cooper, Sheryl Swoopes ou Janeth Arcain : « Là-bas, j’ai appris énormément. Tout ce que m’a apporté cette expérience en WNBA a été bénéfique. La ligue professionnelle [américaine] est à des années-lumière de la ligue espagnole, au niveau organisationnel et à tous égards. (…) J’ai joué moins de minutes que ce que j’aurais pu jouer dans une autre équipe mais cette expérience, je ne la changerais pour rien au monde. Cela m’a aidé énormément dans ma carrière, ce furent des moments inoubliables. »
Après 2002, malgré plusieurs propositions de franchises américaines, elle décide de ne pas revenir en WNBA afin de privilégier la sélection nationale et de permettre aussi à son corps de mieux récupérer entre les saisons.

### Expériences au Brésil et en Russie (2004 à 2008)
Fin juin 2004, Amaya Valdemoro rejoint pendant trois mois le club brésilien ADCF Unimed Americana pour participer aux play-offs de la ligue et aux phases de qualification pour participer à la Coupe du Monde des Clubs.
Alors que jusqu'à ce moment-là ses expériences à l'étranger se limitent à la période d'été, Amaya Valdemoro décide en 2005 de quitter complètement la ligue espagnole pour rejoindre le club russe CSKA Samara, alors champion continental en titre et comptant d'autres joueuses internationales de haut niveau comme Ann Wauters, Maria Stepanova ou la française Edwige Lawson-Wade.
"Je ne m'identifie pas comme une globe-trotteuse. (...) J'ai voyagé là où le basket m'a amenée. Je mentirais si je ne reconnaissais pas que les dollars de la Russie m'ont attirée mais je valorisais davantage le désir de jouer dans la meilleure équipe du monde, celle qui m'offrait le plus de possibilités de progresser. (...) Je considère ces trois années (2005-2008) comme une de mes meilleures expériences mais ce fut dur, très dur, à cause du climat qui était tuant, avec des jours à moins 43 degrés, et parce que je me sentais seule, très seule." 
En 2005, Samara remporte le championnat mondial des clubs, face à l'ancien club d'Amaya Valdemoro, ADCF Unimed Americana. Au niveau national, l'équipe gagne la Coupe de Russie en 2006 et la Superligue en 2006, 2007 et 2008. Malgré une grosse blessure en début de première saison, Amaya Valdemoro est nommée MVP du championnat en 2006 ainsi que meilleure joueuse étrangère de la ligue.
Son seul regret est de n'avoir pas remporté l'Euroligue avec ce club qui avait pourtant un fort potentiel. Pendant ces 3 saisons, Samara arrive systématiquement dans le final four, et manque de peu un titre en 2006, après une défaite en finale face à Gambrinus. La moyenne d'Amaya Valdemoro en Euroligue cette année-là est de 11,4 points et 3,4 rebonds. Elle participe au All-Star Game de l'Euroligue en 2007 et 2008 et est nommée MVP la seconde année.
En 2007, le club est vendu au CSKA de Moscou pour finalement disparaître en 2008 à la suite de la faillite de son dirigeant. Le président du club Spartak, Shabtai Kalmanovich, propose alors un chèque en blanc à Amaya Valdemoro pour rester en Russie mais elle préfère revenir dans son pays natal.

### Fin de carrière entre Espagne et Turquie (2008 à 2013)
Après la Russie, Amaya Valdemoro rejoint son ancien club du Ros Casares pour deux saisons, aux côtés de plusieurs de ses coéquipières en équipe nationale comme Elisa Aguilar, Laia Palau ou encore Anna Montañana. L'équipe remporte tous les titres espagnols en 2009 et 2010 : Championnat, Supercoupe et Coupe de la Reine. Les statistiques d'Amaya Valdemoro sur cette période sont en moyenne de 14 points, 3,2 rebonds et 2,2 passes en ligue régulière.
Pour la saison 2010-2011, elle signe, avec Elisa Aguilar, pour le club madrilène Rivas Ecópolis, qui vient tout juste de revenir en première division. L'équipe remporte la Coupe de la Reine en 2011 face à Valence mais reste en 4e position au niveau du championnat. En play-offs, Amaya Valdemoro apporte en moyenne 20,5 points, 4 rebonds et 3 passes. La saison suivante est marquée par ce qu'elle considère comme "un des épisodes les plus graves et douloureux de toute son existence" : lors d'un match d'Euroligue en octobre, elle se rompt les deux poignets. Alors que les médecins pronostiquent jusqu'à 8 mois d'arrêt, elle suit une rééducation intensive qui lui permet de revenir sur les parquets au bout de 4 mois. Elle peut ainsi participer à la seconde moitié de saison, et notamment aux derniers matchs d'Euroligue, où Rivas Ecopolis atteint la finale mais perd face à Valence, 52-65.
En 2012/2013, pour la dernière année de sa carrière sportive, Amaya Valdemoro est attirée par la réputation de haut niveau de la ligue turque. Elle signe avec Tarsus Belediyesi, mais considère rapidement ce choix comme une erreur. Le Président du club impose aux joueuses un règlement d'ordre religieux qu'elle juge "contraire aux droits de la femme" et "prévu non pas pour des joueuses de basket mais des serfs du Moyen-Âge". Selon le témoignage d'Amaya Valdemoro, ce règlement interdit par exemple la présence d'hommes dans les logements des joueuses ou encore de porter des chaussures ouvertes. En cas de défaite, les joueuses sont financièrement pénalisées et les primes sont déterminées selon l'appréciation seule du président. Amaya Valdemoro rompt son contrat au bout de trois mois et demi, après sept rencontres d'Euroligue (13,1 points, 2,7 rebonds et 2,7 passes) et sept rencontres de championnat (12,1 points, 2,7 rebonds et 1,8 passe).
Souhaitant se préparer au mieux pour l'Eurobasket 2013 en France, elle revient à Madrid pour être suivie par les médecins et physiothérapeutes de la Sélection nationale. Elle choisit le club El Canoe, qui évolue en Ligue 2. Pour 5 matchs joués en ligue régulière, sa moyenne est de 14,0 points, 4,2 rebonds et 2,0 passes décisives.

## Carrière en sélection nationale
En sélection nationale (senior), Amaya Valdemoro a participé à 19 compétitions internationales pour un total de 258 rencontres. Elle a remporté six médailles : une d'or, une d'argent et quatre de bronze. "J'ai toujours dit que la sélection nationale a été ma véritable équipe." commente-t-elle en 2014.
"Les projets de la Fédération espagnole de basket sont à court, moyen et long terme et Amaya a couvert chaque étape, elle est l'image du basket-ball féminin espagnol, l'origine du changement de ces quinze dernières années, le talent pour être compétitif, la référence." commente le Président de la Fédération espagnole de basket, José Luis Saez, au sujet du rôle d'Amaya Valdemoro au sein de la sélection nationale.
"Nous avons cessé d’être des figurantes pour devenir une sélection de référence dans toutes les catégories, (...) par notre qualité, notre compétitivité, pour nos préparations exemplaires, nos entraînements, le staff médical et les physiothérapeutes, nos régimes et jusqu’aux primes que nous obtenons, nous sommes enviées par beaucoup d’équipes. Nous étions presque le wagon de queue et sommes devenues la locomotive. J’ai vécu l’étape la plus belle, la sortie des catacombes pour grandir et transformer le basket féminin espagnol en puissance mondiale. Je fais partie de l’histoire de cette sélection. C’est une de mes grandes réussites." considère Amaya Valdemoro au moment de prendre sa retraite.

### Sélection jeune (1993-1994)
Elle rejoint la sélection d'Espagne à l'âge de 17 ans, en même temps qu'Elisa Aguilar, une coéquipière qui l'accompagnera dans divers clubs mais surtout en équipe nationale pendant 20 ans et qui deviendra "plus qu'une amie, une sœur". Lors du Championnat d'Europe des cadettes 1993 en Slovaquie, l'Espagne gagne la médaille d'argent. Amaya Valdemoro est la seconde meilleure marqueuse de la compétition avec 18 points. L'année suivante, en Bulgarie, elle remporte à nouveau l'argent et apporte en moyenne 11,9 points.
En 1995, elle intègre l'équipe senior et participera à toutes les compétitions internationales impliquant l'Espagne jusqu'en 2013 (à l'exception du championnat d'Europe de 2001 pour cause de blessure).

### Championnats d'Europe
Elle remporte sa première médaille lors du Championnat d'Europe 2003. L'Espagne sécurise la troisième place du podium en battant la Pologne 87 à 81. Les statistiques d'Amaya Valdemoro sont de 19,4 points, 8 rebonds et 3,4 passes.
Deux ans plus tard, l'équipe récidive lors du Championnat d'Europe en Turquie. Amaya Valdemoro est la meilleure marqueuse de la compétition avec 21,6 points, auxquels s'ajoutent 7,9 rebonds et 3,6 passes.
En 2007, les Espagnoles remportent la médaille d'argent après une défaite en finale face à la Russie 68 à 74. Amaya Valdemoro apporte 15,8 points, 5,7 rebonds et 2,2 passes, dont 26 points, 8 rebonds et 1 passe lors de la finale. La FIBA souligne "son superbe tournoi et sa performance incroyable" et la nomme Meilleure joueuse du championnat. Elle se classe notamment première de la compétition en nombre d'interceptions (21 au total, soit 3,1 par match).
L'équipe retrouve le bronze lors de l'Eurobasket 2009, en l'emportant face à la Biélorussie 63 à 56. Les statistiques d'Amaya Valdemoro sont de 11 points, 3,5 rebonds et 1,8 passe.
Pourtant favorite du championnat d'Europe 2011, l'équipe est éliminée au second tour et de facto non qualifiée pour les Jeux Olympiques de 2012. Blessée au mollet droit, Amaya Valdemoro ne jouera que le premier match. "Le problème n'est pas de perdre. Ce qui est grave c'est que nous ne nous sommes pas battus. (...) La blessure d'Amaya a dérangé tous les plans, parce que l'équipe s'est retrouvée sans référence et a cessé d'être une équipe." commente le Président de la Fédération Espagnole de Basket, José Luis Saez au sujet de la compétition.
Cette traversée du désert sera salutaire pour l'équipe, qui remporte pour la première fois de son histoire la médaille d'or d'un Eurobasket en 2013. Lors de ce championnat qu'Amaya Valdemoro considère comme le plus beau qu' [elle ait] disputé et qui sera la dernière compétition de sa carrière, elle apporte 6,8 points, 1,9 rebond et 1,3 passe en 15,6 minutes. Le Président de la Fédération Espagnole de Basket, José Luis Saez, commente ainsi son rôle lors de cette compétition : "Amaya apporte confiance et solidité au reste de l'équipe. (...) sa présence obéit en partie à améliorer la configuration du groupe et parce qu'à la qualité de l'effectif, elle ajoute sérénité, expérience et maturité". La joueuse assume elle-même pleinement son rôle plus secondaire de vétéran : "Bien que l'ego du sportif ne se résigne jamais et que ce que l'on recherche c'est jouer, il faut savoir mûrir et assimiler le rôle correspondant à chaque poste. Mon rôle était d'enlever la pression aux jeunes, faire équipe, détendre l'ambiance. Il s'agissait de gagner l'or et nous avons réussi. Au pluriel ."  

### Championnats du monde et Jeux olympiques
Amaya Valdemoro a participé à deux Jeux olympiques, en 2004 à Athènes et en 2008 à Pékin, où l'Espagne termine respectivement 6e et 5e. Pour sa première participation aux Jeux Olympiques, en 2004, elle demande l'autorisation à la Fédération de pouvoir, à titre exceptionnel, porter sur son maillot le nom de sa mère "Madariaga", décédée neuf ans plus tôt, afin de lui rendre hommage. En 2004, elle est la meilleure marqueuse de son équipe, avec 16,9 points en moyenne (dont 30 points lors d'un match contre la Chine), et apporte aussi 3,3 rebonds et 1,3 passe. En 2008, ses statistiques sont de 13 points, 4 rebonds et 1,3 passe.
Elle participe aussi à quatre championnats du monde. Après avoir terminé 5e en 1998 et 2002, puis 8e en 2006, l'Espagne monte pour la première fois de son histoire sur le podium en 2010 en décrochant le bronze. En 2006, Amaya Valdemoro apporte 21,2 points (soit deuxième meilleure marqueuse de la compétition), 4.6 rebonds et 2 passes. En 2010, elle compte 17,7 points, 4,1 rebonds et 2,4 passes. Elle joue notamment un rôle décisif lors du quart de finale face à la France, en marquant 7 points dans les 27 dernières secondes du temps réglementaire, permettant la prolongation. Au total, lors de ce match qu'elle considère comme "mémorable et historique", elle compte 28 points, 8 rebonds et 1 passe en 43 minutes. Elle termine meilleure marqueuse de la compétition en nombre total de points (159).

## Activités après sa retraite sportive
En décembre 2013, lors d'une conférence de presse très émouvante pour la joueuse, elle annonce officiellement sa retraite des terrains. Au même moment, la Fédération Espagnole de basket-ball lui propose d'être ambassadrice du Mondial (masculin) 2014 et l'image de marque du projet de Mondial féminin 2018 en Espagne. Elle est impliquée dans plusieurs projets de promotion du basket-ball féminin et de détection de talents.
En plus de son travail à la Fédération, elle est aussi impliquée dans les instances de gouvernance de la FIBA en tant que membre de la Commission des joueurs pour la période 2014-2019.
Dès son retrait des terrains, elle rejoint aussi la chaîne Canal+ comme consultante et commentatrice, notamment pour des matchs d'Euroligue et de NBA.
Elle organise par ailleurs depuis plusieurs étés un camp basket à son nom à Águilas (Murcia) qui rassemble environ 120 jeunes de 8 à 18 ans.
En mars 2015, elle publie son autobiographie, intitulée "Nací luchando" (Je suis née en luttant) et co-écrite avec le journaliste sportif Julian Redondo. Elle y évoque la possibilité de devenir un jour entraîneuse.
Elle est intronisée au FIBA Hall of Fame dans la promotion de 2023.

## Palmarès

### Titres en club
Amaya Valdemoro a remporté 31 titres en club : 
- Euroligue 1993
- Championnat d'Espagne 1993, 1994, 1997, 1998, 2002, 2004, 2009, 2010
- Coupe de la Reine 1994, 1997, 1998, 2002, 2003, 2004, 2009, 2010, 2011
- Supercoupe d'Espagne 2003, 2004, 2009, 2010
- Championnat de Russie 2006, 2007, 2008
- Coupe de Russie 2006
- Mondial des clubs 1992, 2005
- Championne WNBA 1998, 1999, 2000

### Sélection nationale
- Jeux olympiques d'été
  - 6e aux jeux 2004 d'Athènes
  - 5e aux jeux 2008 de Pékin
- Championnat du monde de basket-ball féminin
  -  Médaille de bronze au Championnat du monde 2010
  - 8e au Championnat du monde 2006 au Brésil
  - 5e au Championnat du monde 2002 en Chine
  - 5e au Championnat du monde 1998 en Allemagne
- Championnat d'Europe
  -  Médaille d'or au championnat d'Europe 2013 en France
  -  Médaille d'argent du championnat d'Europe 2007 en Italie
  -  Médaille de bronze au Championnat d'Europe 2009 en Lettonie
  -  Médaille de bronze du championnat d'Europe 2005 en Turquie
  -  Médaille de bronze du championnat d'Europe 2003 en Grèce
  - 5e au championnat d'Europe 1997 en Hongrie
  - 5e au championnat d'Europe 1995 en République tchèque
  - 9e au championnat d'Europe 2011 en Pologne
  - Médaille d'argent du championnat d'Europe cadettes 1993

### Distinctions personnelles
Amaya Valdemoro a reçu plusieurs récompenses individuelles tout au long de sa carrière :
- Nommée dans le cinq idéal du championnat du monde de 2002
- MVP de la Coupe de la Reine 2004
- MVP des play-offs de la ligue espagnole et meilleure ailière 2004
- MVP du Championnat d'Europe 2007
- Trois fois sélectionnée pour le All-Star Game de l'Euroligue : 2006 (sans participation pour cause de blessure), 2007 et 2008
- MVP du All-Star Game de l'Euroligue 2008
- Ordre royal du mérite sportif : médaille de bronze (2002), d'argent (2008) et d'or (2014)
- Intronisée au FIBA Hall of Fame en 2023[53]

Parmi les autres distinctions les plus notables :
- Meilleure marqueuse de l'Eurobasket 2005 (total de points et en moyenne par match) et du Mondial 2010 (total de points)
- Nommée seconde meilleure joueuse d'Europe en 2005 et 2007 par la FIBA
- Première joueuse espagnole (homme et femme confondus) à remporter un titre aux États-Unis, et la seule à l'avoir remporté 3 années consécutives.
- Record du nombre de sélections en équipe nationale (homme et femme confondus) : 258